# Telecomunicacions de Ruanda
Les telecomunicacions de Ruanda inclouen ràdio, televisió, telèfons fixos i mòbils, i Internet.

## Regulació
Dos òrgans reguladors designats pel govern, l'Autoritat de Tecnologia de la Informació de Rwanda en el marc del Consell de Desenvolupament de Rwanda i l'Agència de Regulació de Serveis Públics de Rwanda (RURA), supervisen els marcs reguladors i implementen les polítiques i estratègies del comtat en el sector de les telecomunicacions. RURA és un organisme nacional amb autonomia en la seva gestió administrativa i financera. No obstant això, els seus set membres del consell, el consell de supervisió i el director general són nomenats i treballen sota el control total del govern.
El sector de les telecomunicacions es va liberalitzar el 2001, i el nombre d'empreses que ofereixen serveis telefònics i d'Internet va augmentar d'un, l'estatal Rwandatel estatal, a 10 en 2012. Aquests proveïdors són de propietat privada, a excepció de Rwandatel. Rwandatel va tenir la major quota de mercat de les subscripcions de banda ampla fixa a partir de setembre de 2012.

## Ràdio i televisió
- Emissores de ràdio:
  - Radio Rwanda, de propietat estatal i gestionada pel govern, té un abast nacional; 9 estacions de ràdio privades; hi ha transmissions de múltiples emissors internacionals (2007);[2]
  - Estacions: 0 AM, 8 FM, i 1 d'ona curta; dos programes en FM es transmeten mitjançant un sistema de repetidors (2005).
- Receptors de ràdio: 601.000 (1997).
- Emissores de televisió:
  - El govern posseeix i opera l'única estació de televisió, Television Rwandaise (2007);[2]
  - Dues emissores (2004).
- Aparells de televisió: NA; probablement menys de 1,000 (1997).

La ràdio i televisió estatals assoleixen les majors audiències, la ràdio és la principal font de notícies i es poden sentir les emissores de ràdio internacionals BBC World Service, Voice of America (VOA), i Deutsche Welle (DW). La majoria de les emissores de ràdio són accessibles en línia, ja sigui a través dels seus propis llocs web i blocs, o a través de les xarxes socials.
La ràdio i, en particular, l'emissora d'"odi" Radio Télévision Libre des Mille Collines (RTLM), va tenir un paper en el genocidi de 1994.

## Telèfons
- Codi telefònic: +250[2]
- Prefix de trucades internacionals: 000[5]
- Línies principals:
  - 44.400 línies en ús, 167è del món (2012);[2]
  - 23.200 línies en ús (2002).
- Mòbils: 5,7 milions de línies, la 104ena del món (2012).[2]
- Sistema telefònic:
  - es va completar un projecte d'expansió de cable de fibra òptica patrocinat pel govern per millorar els serveis de telecomunicacions a tot el país (2011); una xarxa mòbil ben desenvolupada abasta gairebé el 98 per cent de la població (2013).[1]
  - un sistema telefònic petit i inadequat serveix principalment als negocis, a l'educació i al govern; la capital, Kigali, està connectada als centres de les províncies per relé de ràdio per microones i, recentment, per servei telefònic cel·lular; gran part de la xarxa depèn del cable i del radiotelèfon HF; la densitat de telèfon mòbil i la línia fixa combinada augmenta i ara supera els 40 telèfons per 100 persones, les connexions internacionals utilitzen relé de ràdio per microones als països veïns i les comunicacions per satèl·lit a països més llunyans (2010).[2]
- Satel·lits de comunicació: 1 Intelsat (Oceà Índic) a Kigali inclou servei de teletip i telefax (2010).[2]

Els tres principals operadors de telefonia mòbil són MTN, Tigo i Airtel amb unes quotes de mercat del 64%, 34%, i 2% respectivament.

## Internet
- Domini de primer nivell: .rw[2]
- Usuaris d'Internet:
  - 937,964 usuaris, 120 en el món; 8.0% de la població, el 177è del món (2012).[6][7]
  - 450,000 usuaris (2009), 118è del món;[2]
  - 25,000 usuaris (2002).
- Banda ampla fixada: 2.806 subscripcions, 167 al món; menys del 0,05% de la població, el 181è del món (2012).[6][8]
- Banda ampla sense fil: 379.331 subscripcions, la 99ena del món; 3.2% de la població, 119a al món (2012).[9]
- Hosts d'Internet: 1.447 servidors, 168è del món (2012).[2]
- IPv4: 195.840 adreces assignades, 117a del món, menys del 0,05% del total mundial, 16.8 adreces per cada 1000 persones (2012).[10][11]
- Proveïdor d'Internet: 4 ISPs (2005).[12]

Ruanda es va situar en primer lloc a Àfrica per a velocitats de descàrrega de banda ampla i la 62a mundial amb una velocitat de 7,88 Mbit/s al febrer de 2013.
Internet ha estat disponible des de telèfons mòbils des de 2007, però l'elevat cost dels telèfons i l'ample de banda limitat va restringir la seva popularitat durant alguns anys. Amb la finalització del projecte d'expansió del cable de fibra òptica patrocinat pel govern l'any 2011, els serveis de telecomunicacions a tot el país han millorat i la quantitat d'accés i ús d'Internet per a mòbils ha augmentat.
En 2009 RURA va crear Rwanda Internet Exchange (RINEX) per connectar les ISP i permetre l'enrutament del trànsit local d'Internet a través d'un punt d'intercanvi central sense haver de passar per les xarxes internacionals. Els ISP també poden optar per connectar-se a través de RINEX a l'internet internacional. A partir de finals de 2013, només cinc ISPs intercanvien el tràfic d'internet a través de RINEX, i el preu de l'accés nacional es manté igual que per a l'accés internacional.
L'accés a internet es limita majoritàriament a Kigali, la capital, i es manté més enllà de la capacitat econòmica de la majoria de ciutadans, especialment els de zones rurals limitades per baixos ingressos disponibles i amb un baix nivell d'alfabetització digital. Més del 90% de la població viu a les zones rurals, amb la majoria dedicada a l'agricultura de subsistència. Entre el 70% i el 90% de la població parla només Kinyarwanda, fent que els continguts d'Internet en anglès no estiguin disponibles per a la majoria de ruandesos. El ritme de penetració a internet era de 25 % de la població.

### Censura i vigilància a Internet
Rwanda va ser classificada "parcialment lliurement" a Freedom on the Net 2013 per part de Freedom House amb una puntuació de 48, una mica més enllà del punt mig entre el final del rang per "lliure" (30) i el inici del rang per "no lliure" (60).
La llei no preveu restriccions del govern per accedir a internet, però hi ha informes que el govern bloqueja l'accés als llocs web del país que són crítics amb el governi.
El 2012 i el 2013, alguns informatius independents en línia i blocs d'oposició eren inaccessibles de manera intermitent. No és clar si les interrupcions es deuen al bloqueig del govern, com va ser el cas dels darrers anys, o a problemes tècnics. Alguns llocs d'oposició segueixen sent bloquejats en alguns ISP a principis de 2013, incloent-hi Umusingi i Inyenyeri News, que van ser bloquejats per primera vegada el 2011. Llocs de servei de xarxa social com YouTube, facebook, twitter, i els serveis internacionals d'allotjament de blocs estan disponibles lliurement.
Els llocs web d'organitzacions internacionals de drets humans com Freedom House, Amnistia Internacional i Human Rights Watch, així com les versions en línia dels mitjans de comunicació com la BBC, Le Monde, Radio France Internationale, The New York Times, i molts altres són de lliure accés. També es pot accedir fàcilment a llocs web de notícies nacionals. Aquests inclouen les versions web de mitjans de comunicació estatals i locals governamentals, així com punts de venda independents com The Rwanda Focus, Rushyashya, The Chronicles, Umusanzu i Rwanda Dispatch.
La constitució preveu la llibertat d'expressió i llibertat de premsa "en condicions prescrites per la llei." El govern de vegades restringeix aquests drets. El govern intimida i deté a periodistes que expressen opinions que es consideren crítiques en temes delicats. Les lleis prohibeixen promoure la divisió, la ideologia del genocidi i la negació del genocidi, "difondre rumors per incitar a la població a aixecar-se contra el règim", expressant menyspreu al Cap d'Estat, altres funcionaris públics d'alt nivell, autoritats administratives o altres servidors públics i calúmnia a funcionaris i dignataris estrangers i internacionals. Aquests actes o expressions d'aquests punts de vista de vegades provoquen arrestos, assetjaments o intimidacions. Nombrosos periodistes practiquen autocensura.
El juny de 2011, un tribunal va condemnar al periodista Jean Bosco Gasasira en absència per mostrar menyspreu al cap d'Estat i incitació a la desobediència civil pels seus escrits a la publicació en línia Umuvugizi i el va condemnar a dos anys i mig de presó.
La constitució i la llei prohibeixen la interferència arbitrària amb la privadesa, la família, la llar o la correspondència; no obstant això, hi ha nombrosos informes que el govern supervisa llars, trucades telefòniques, e-mail, sales de xat per internet, altres comunicacions privades, moviments i dades personals i institucionals. En alguns casos, la supervisió ha provocat la detenció i l'interrogatori per part de les forces de seguretat de l'Estat (SSF).